# 鄴
鄴（ぎょう）は、中国の歴史的地名。後趙・冉魏・前燕・東魏・北斉の各王朝の都となった。大部分は現在の河北省邯鄲市臨漳県にあたり、河南省安陽市安陽県にまたがっている。

## 概要
春秋時代、斉の桓公が城塞都市を建設したのが始まりとされる。戦国時代には魏に属し、『史記』で知られる西門豹が治め、黄河や漳河から運河を引く灌漑の大事業を行い大いに栄えた。紀元前239年に魏は鄴を趙に割譲する。しかし、紀元前236年に秦の将軍の王翦・桓齮・楊端和らが攻略して以降は秦の領地となる。
後漢末期から軍事的に重要となり、群雄の一人の袁紹の本拠地であったが、204年（建安9年）に曹操が侵攻して拠点となり、後に曹操が魏公に任ぜられると魏国の国都と定め、銅雀台などの壮麗な宮殿を造営した。魏王朝成立後は首都は洛陽に移ったが、その後も魏の主要都市として発展し、南北朝時代には再び国都になった。
北魏から分裂した東魏を建国させた権臣の高歓は鄴を都に定め、540年（興和2年）頃に新しい宮殿が完成した。高歓の子の高洋が建国した北斉でも引き続き都となった。
北斉が北周に滅ぼされたあと、580年（大象2年）には尉遅迥が帝位を簒奪する勢いの楊堅に反抗して挙兵、鄴に拠って抗戦したが敗北、その後、鄴城は焼き払われた。
河北省邯鄲市臨漳県に遺跡が残る。2.4km×1.7kmに及ぶ大城址であり、民国時代から調査されていたが、1983年に大規模な発掘調査が行なわれ、城壁や街路など当時の都市設計の概要が明らかになっている。1988年に鄴城遺址は全国重点文物保護単位に指定された。